# Бум рестлинга 1980-х годов

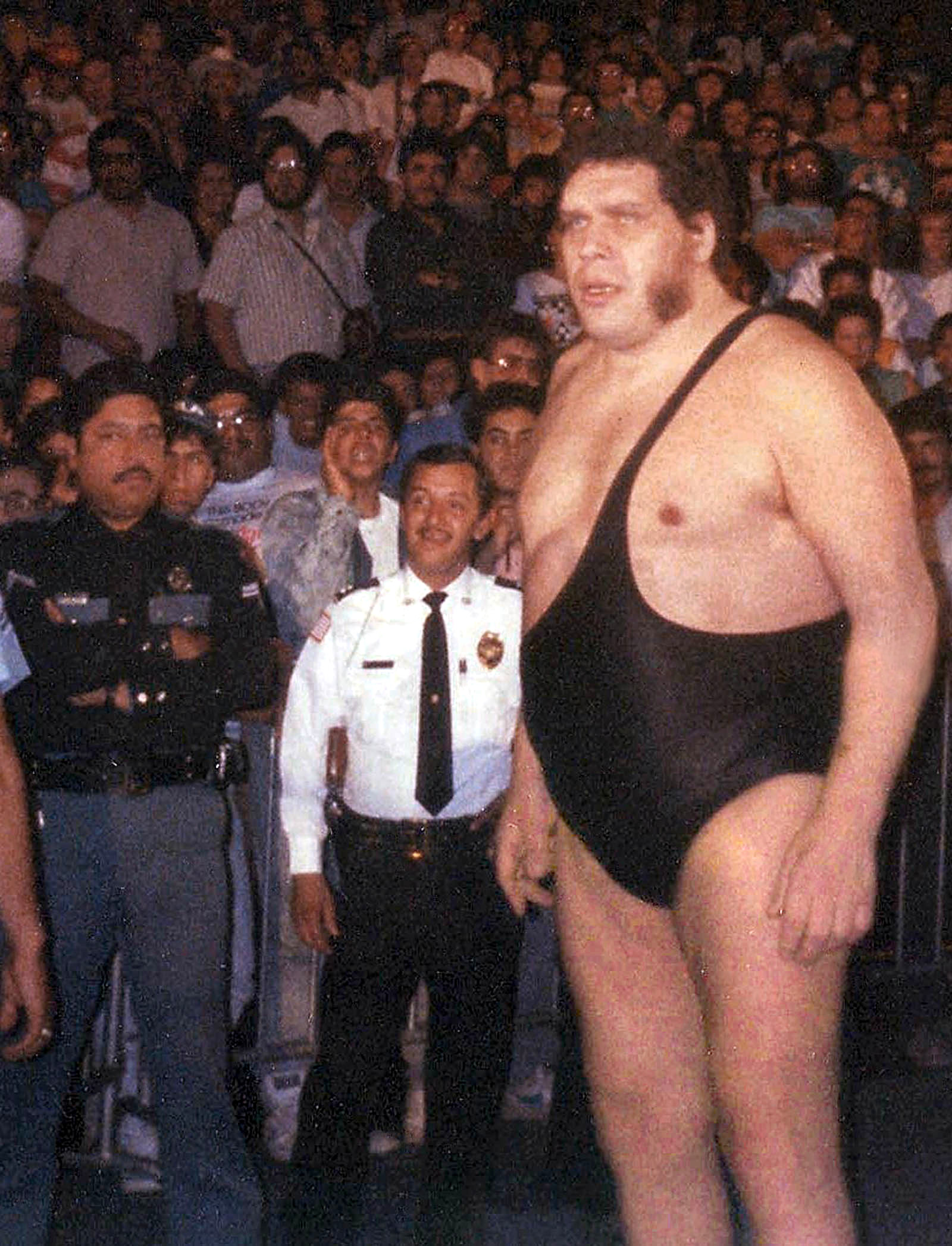
Андре Гигант в конце 80-х

Профессиональный рестлинг-бум 1980-х годов (англ. 1980s professional wrestling boom) (более известная как Золотая эра (англ. Golden Era) и Эра рок-н-рестлинга (англ. Rock 'n' Wrestling Era)) был всплеском популярности профессионального рестлинга в Соединенных Штатах и других странах на протяжении 1980-х годов. В связи с расширением кабельного телевидения и платного телевидения в сочетании с усилиями таких промоутеров, как Винс Макмэн, профессиональный рестлинг перешел от системы, контролируемой многочисленными региональными компаниями, к системе, в которой доминируют две общенациональные компании: Всемирная федерация рестлинга Макмэна (WWF, ныне WWE) и World Championship Wrestling (WCW) Теда Тернера. Данное десятилетие также ознаменовалось значительным снижением могущества National Wrestling Alliance (NWA), картеля, который до тех пор доминировал в ландшафте реслинга и прилагал усилия по поддержанию веры в кейфеб рестлинга.

## История
В начале 1980-х годов профессиональный реслинг в США состояла в основном из трех конкурирующих организаций: промоушенов Всемирной федерации рестлинга (WWF) на Северо-Востоке и Американской ассоциации рестлинга (AWA) на Среднем Западе, а также National Wrestling Alliance (NWA), который состоял из различных промоушенов рестлинга, действовавших в рамках территориальной системы по всей стране.

### National Wrestling Alliance

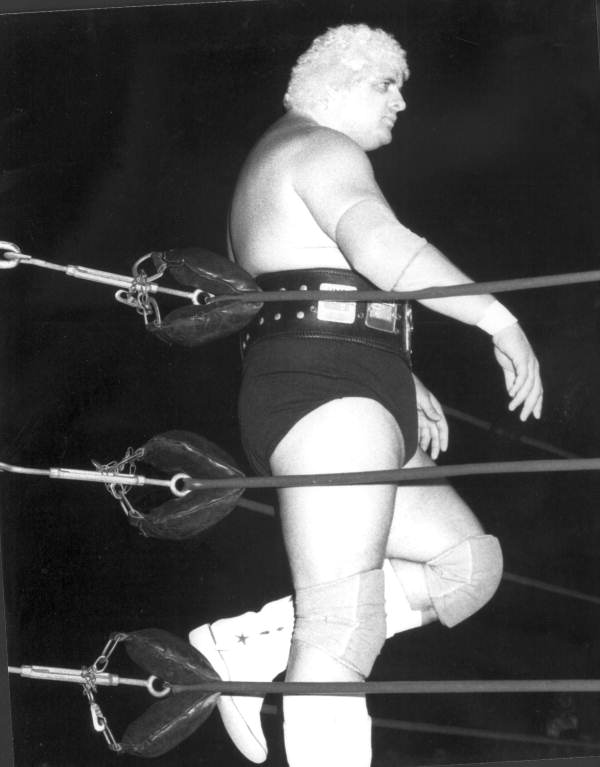
Дасти Роудс был главной звездой промоушена Georgia Championship Wrestling и других филиалов NWA

В 1970-х годах многочисленные территории NWA были очень успешны и продолжили этот успех в начале 1980-х годов. Телеканал TBS стал суперстанцией кабельного телевидения, основанной для трансляции промоушена Georgia Championship Wrestling, где Мистер Рестлинг II и Томми Рич были главными хедлайнерами на территории. Рик Флэр получил свою известность в Mid Atlantic Wrestling, а Дасти Роудс в то время как был фаворитом болельщиков в Championship Wrestling из Флориды. У промоушена Mid South Wrestling появился первый значительный афроамериканский чемпион бебифейс Помойный пёс.
В это время в филиале NWA в Мемфисе (штат Теннесси) в промоушене Continental Wrestling Association, Джерри Лоулер, получил национальную известность благодаря своей «вражде» с Энди Кауфманом. После того, как Лоулер набросился на комика во время матча 1982 года в Мемфисе, где они поссорились на канале NBC в передаче «Поздно вечером с Дэвидом Леттерманом», в ходе которого Лоулер дал Кауфману пощечину в прямом эфире, а Кауфман в ответ выкрикнул ругательства и прежде чем выбежать из студии, он бросил в Лоулера кофе. Позже выяснилось, что данный акт был полностью спланирован и в значительной степени его приписывают как возникновение современного профессионального рестлинга.

### American Wrestling Association

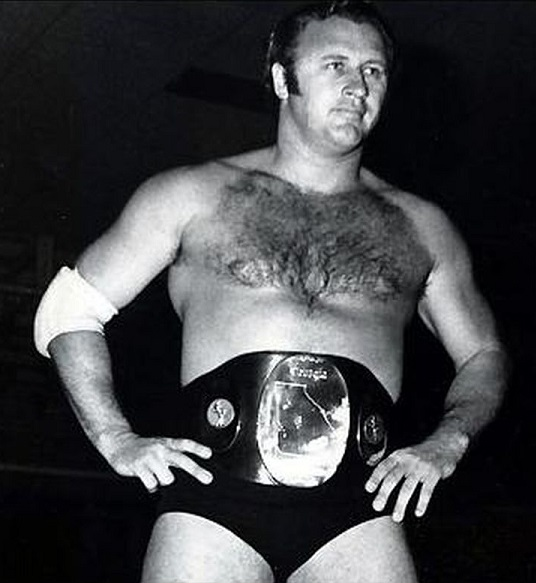
Четырехкратный Чемпион мира AWA в тяжелом весе Ник Боквинкель

В начале 1980-х годов у AWA был крупнейший телевизионный бизнес с распространением их еженедельных трансляций в Чикаго, Денвере, Грин-Бей, Лас-Вегасе, Милуоки, Миннеаполисе, Омахе, Финиксе, Солт-Лейк-Сити, Сан-Франциско и Виннипеге. В то время AWA входила в десятку лучших медиарынков Bay Area после того, как Рой Шир провел свой последний баттл-роял (ежегодный Royal Rumble продолжает эту идею) в Cow Palace 24 января 1981 года, продемонстрировав, что AWA была настроена на процветание, когда другие промоушены потерпели неудачу.
У AWA был талант, который в конечном итоге привел Всемирную федерацию реслинга Винсента К. Макмэна к превосходству в профессиональном реслинге. Джин Окерланд и Бобби Хинан были главными эфирными талантами в AWA . Халк Хоган стал лучшим бэбифейсом после того как в 1981 году, Верн Ганье ушел из рестлинга, а Ник Боквинкель стал чемпионом мира AWA в тяжелом весе. Хоган встречался с Боквинкелем 18 апреля 1982 года и 24 апреля 1983 года, причем оба матча были решены по итогу как «Пыльная концовка», где Хоган удержал Боквинкеля на счет три, но затем был лишен титула. Хоган сказал, что Ганье предложил ему чемпионство в обмен на последнем случае на его права на товар и деньги от гастролей с другими промоушенами, которые показали бы, что Ганье понимал, что рестлинг становится более крупным бизнесом в 1980-х годах; однако Хоган отказался. Неспособность Ганье сохранить свою удачную позицию является важным фактором в истории профессионального рестлинга.

### World Class Championship Wrestling
В 1982 году Continental Productions, дочерняя компания Dallas independent station KXTX, начала синдицировать одночасовое международное шоу из Sportatorium в Далласе, штат Техас, бывшего филиала NWA World Class Championship Wrestling под руководством Фрица Фон Эриха. 11-й канал транслировал телевизионную программу Фон Эриха о профессиональном реслинге под названием Saturday Night Wrestling более десяти лет, прежде чем 39-й канал начал вторую трансляцию.

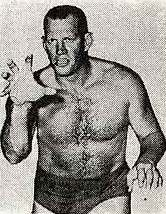
Патриарх семьи Фон Эрихов и промоутер World Class Championship Wrestling Фриц Фон Эрих

Трансляция 39-го канала была новаторской, потому что она больше походила на профессиональный спорт с ведущим Биллом Мерсером, бывшим телеведущим таких команд как Даллас Ковбойс и Техас Рейнджерс, с мобильными камерами на ринге с несколькими микрофонами для дробовика, которые Дон Кинг использовал для захвата и усиления звука ударов и шума толпы для бокса на pay-per-view, и виньетки и интервью, вдохновленные фильмами о Рокки, подчеркивают хиллов или бейбифейса рестлера за пределами ринга.
В шоу были представлены бейбифейсы братья Фон Эрих, Дэвид, Керри и Кевин против хиллов из конюшни Гэри Харта, который достиг кульминации почти двух десятилетий своей карьеры в Техасе, заказав вражду между Freebirds и Фон Эрихами в 1982 году, а затем, в 1983 году конюшню Devastation Inc. Скандора Акбара. Синдицированное шоу 39 канала заработало чрезвычайно высокие рейтинги — выше, чем Saturday Night Live и многие рестлинг-промоушены в Соединенных Штатах, включая Американскую ассоциацию рестлинга (AWA) и WWF.
В 1982 и 1983 годах Фон Эрихи были самыми узнаваемыми бейбифейсами в профессиональном рестлинге по всей территории Соединенных Штатов. Падение Фон Эрихов и смерть почти каждого рестлера, связанного с промоушеном, объясняются злоупотреблением наркотиками, в первую очередь стероидами, стимуляторами, включая кокаин, и обезболивающими опиатами.

### Расширение The World Wrestling Federation

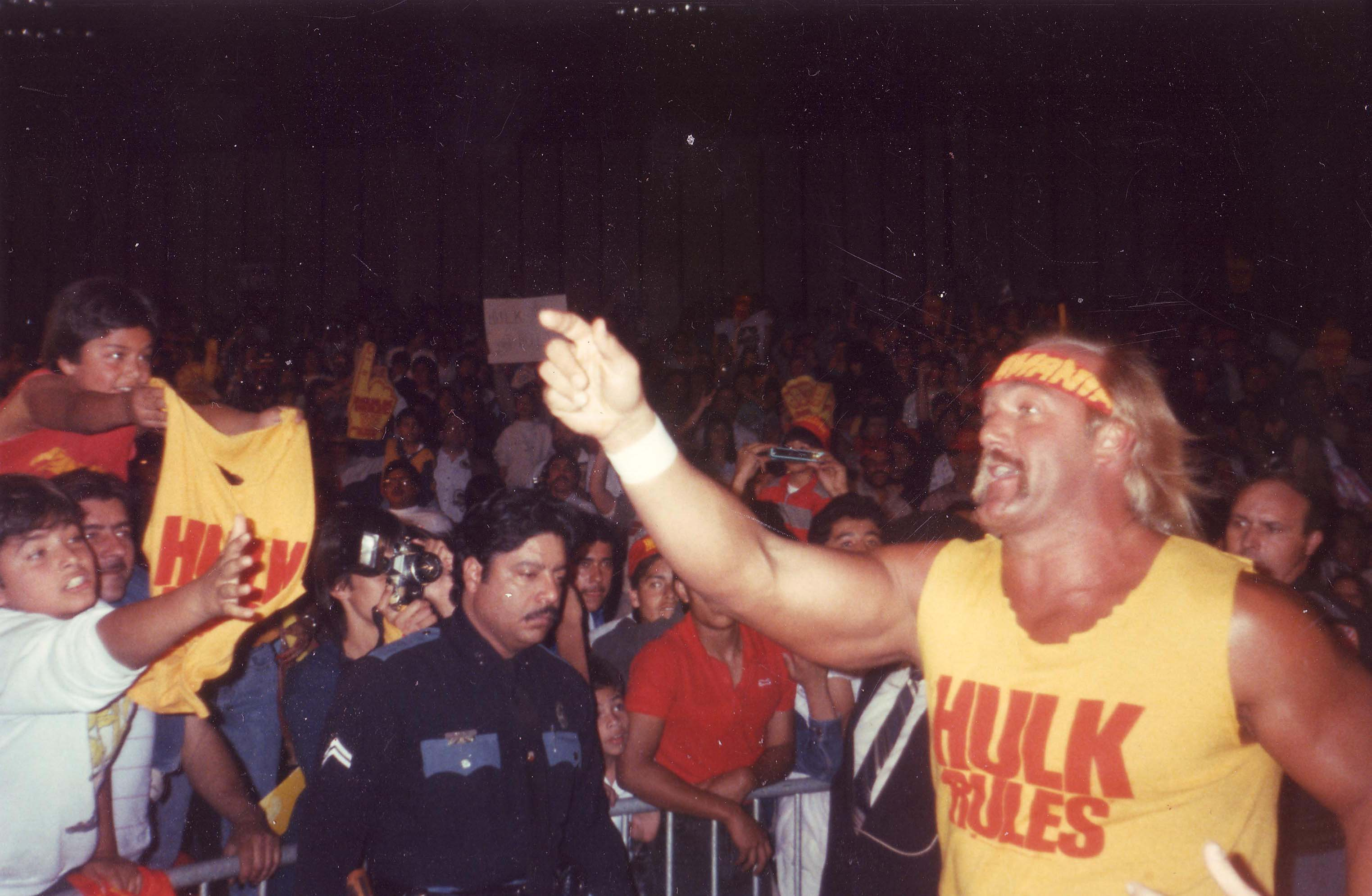
Халк Хоган был главной звездой WWF во время бума 1980-х годов

В 1982 году Винс Макмэн покупает бизнес у своего больного отца Винсента Дж. Макмена. 23 декабря 1983 года он подписывает контракт с суперзвездой AWA Халком Хоганом, чтобы в 1984 году вернуться в организацию. Чтобы сыграть заклятого врага Хогана, он подписывает контракт с такими талантами World Championship Wrestling, как Родди «Rowdy» Пайпер и менеджер AWA Бобби «The Brain» Хинан. В документальном фильме «Нереальная история профессионального рестлинга» (англ. The UnReal Story of Professional Wrestling), Макмэн заявил что он не думал, что его отец когда-либо продал бы ему компанию, если бы знал, что он планирует с ней делать. "Он, вероятно, сказал бы: «Винни, что ты делаешь? Ты окажешься на дне реки», — объяснил он.
В конце 1983 года произошли два важных события, которые усилили конкуренцию, превратив её в главный профессиональный рестлинг-промоушен. 24 ноября 1983 года Рик Флэр победил Харли Рейса в борьбе за титул мирового чемпиона NWA в тяжелом весе на закрытом реслинг турнире Starrcade, который открыл золотую эру Флэра и показал, что крупное событие может приносить значительный доход во многих местах. 23 декабря 1983 года WWF подписал контракт с Хоганом на возвращение после появления в фильме Рокки 3 1982 года и разработки гиммика бейбифейса в AWA.

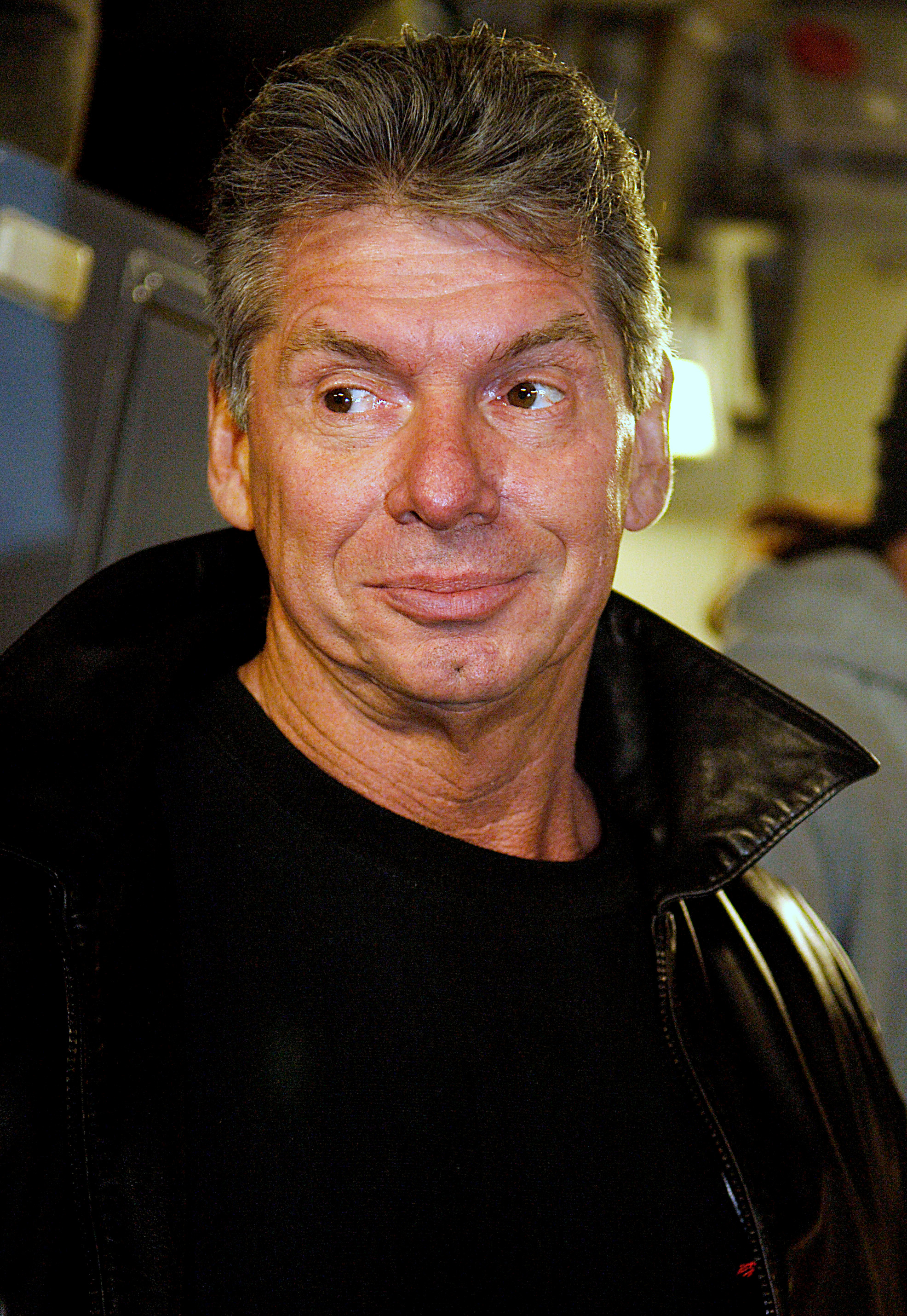
Винс Макмахон, владелец Всемирной федерации рестлинга, коренным образом изменил профессиональный реслинг в 1980-х годах

Удача для WWF пришла за счет WCCW и AWA. 23 января 1984 года Хоган победил Железного Шейха в матче за мировое чемпионство WWF в тяжелом весе на Мэдисон-Сквер-Гарден. Вскоре после матча WWF начал продвигать рестлинг-шоу с участием Хогана в главном событии в некоторых частях Соединенных Штатов за пределами Северо-Востока, что изменило давний пакт о ненападении между WWF и другими рестлинг-промоушенами на их территориях. 10 февраля Дэвид Фон Эрих скончался в Токио, Япония. Несмотря на кратковременный подъём, кульминацией которого стала победа Керри Фон Эриха над Риком Флэром за титул чемпиона мира NWA перед переполненной толпой на стадионе в Техасе 6 мая, WCCW быстро потерял импульс, поскольку смерть Джино Хернандеса и самоубийство Майка Фон Эриха омрачили промоушен, которое стало его наследием. AWA подписала телевизионный контракт с ESPN, но доход был незначительным по сравнению с бизнесом pay-per-view от WWF, который был основан на ежегодных шоу в марте /апреле с участием Хогана в знаковых матчах за мировое чемпионство каждый год с 1986 по 1991 год.
Столкнувшись с конкуренцией со стороны кабельных суперстанций, транслирующих WCCW, AWA и NWA, Макмэн организовал синдицирование телевизионных шоу WWF за пределами традиционной северо-восточной территории промоушена и основал лейбл для распространения домашнего видео под названием Coliseum Video. Макмэн собирался использовать дополнительный доход, получаемый от рекламы, телевизионных сделок, продажи и проката видео, для реализации своих смелых амбиций по гастролям по всей стране. Однако такое предприятие потребовало огромных капиталовложений, что поставило WWF на грани финансового краха.

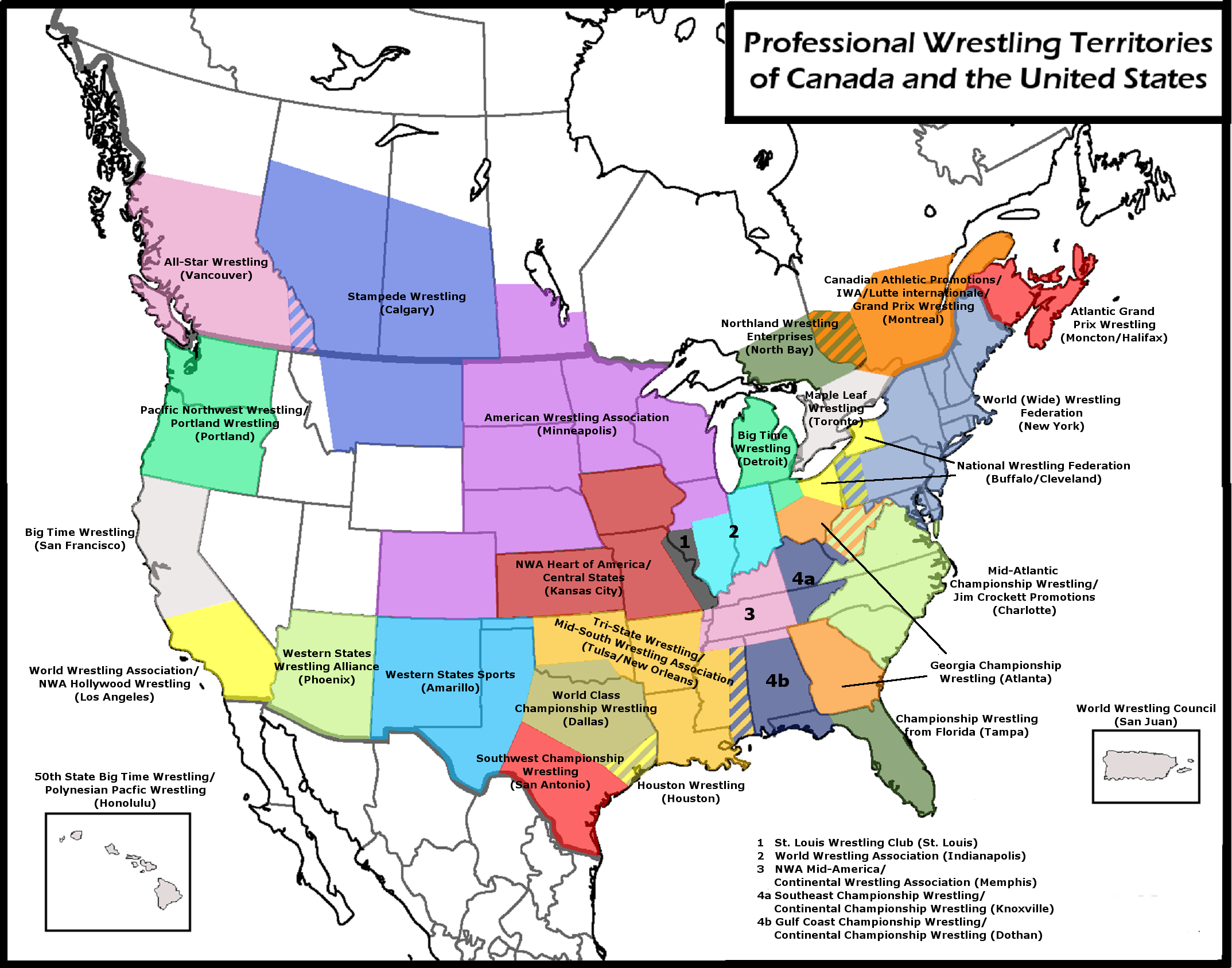
К середине 1980-х годов многие территории NWA были не в состоянии конкурировать с Макменом

Непосредственного успеха Макмэн добился не сразу. В мае 1984 года, в неудачной попытке завоевать большую популярность на Юго-востоке, Макмэн купил контрольный пакет акций Georgia Championship Wrestling (GCW), члена NWA, который занимал прибыльный субботний тайм—аут на независимой станции WTBS в Атланте, известная за пределами Атланты как «Superstation TBS». 14 июля 1984 года — позже получивший название «Черная суббота». — Программа WWF начали выходить в эфир во временном интервале TBS, ранее занимаемые программы GCW . Данная программа от WWF не обрела успеха и рассматривалась как комичная по сравнению с NWA. Из-за низких рейтингов и протестов зрителей TBS начал транслировать рестлинг от промоушена Оле Андерсона, а также рестлинг от промоушена Билла Уоттса «Mid-South Wrestling», оба из которых получили более высокие рейтинги, чем шоу WWF Макмэна. Позже Макмэн продал временной интервал TBS конкурирующему промоутеру Джиму Крокетту-младшему. за 1 миллион долларов. В документальном фильме WWE «Взлет и падение WCW» Крокетт объяснил тем, что его покупка временного интервала в основном оплатила первую Рестлманию Макмэна.
К концу 1984 года региональная территориальная система NWA в Канаде и Соединенных Штатах ясно находилась под угрозой. В июне 1984 года Джек Танни передал свой контроль Maple Leaf Wrestling в WWF. В 1985 году, WCCW и базирующаяся в Мемфисе Континентальная ассоциация рестлинга создали промоушен Pro Wrestling USA, но к концу этого года данная попытка провалилась.
Многие фанаты, особенно на Глубоком Юге, были возмущены крахом их местных рестлинг-промоушенов. Пострадали некоторые из наиболее известных промоушенов, включая Championship Wrestling из Флориды и Mid-Atlantic Championship Wrestling в Шарлотте, Северная Каролина. Позже эти фанаты перешли к трансляции WCW из Атланты на канале TBS. В большинстве из этих областей шоу WWF не были финансово успешными до 1997-98 годов.

### Связь с рок-н-рестлингом

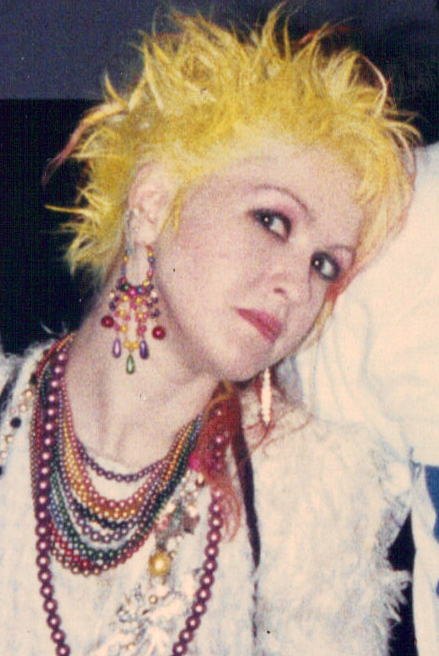
Певица Синди Лаупер, во время Rock 'n' Wrestling Connection несколько раз выступала для промоушена WWF

WWF переживет период беспрецедентного успеха в середине-конце 1980-х и начале 1990-х годов. Успех был частично обусловлен «Rock 'n' Wrestling Connection», периодом сотрудничества и перекрестного продвижения между WWF и элементами музыкальной индустрии.. Идея была сформирована менеджером WWF Лу Альбано, который познакомился с певицей Синди Лаупер во время поездки в Пуэрто-Рико. В 1983 году Лаупер попросила Альбано сняться в роли её отца в её клипе на сингл «Girls Just Want to Have Fun». Позже Макмэн записал Лаупера и Альбано на эпизод Piper’s Pit. Во время этого эпизода, Сюжетная линия рок-н-рестлинга началась с того, что Альбано назвал Лаупера «бабой», а Лаупер в ответ ударила его своей сумочкой. Затем она вызвала Альбано на поединок между двумя женщинами-рестлерами по их выбору.
MTV транслировало первый прямой рестлинг-матч по кабельному телевидению, а также первый прямой женский профессиональный рестлинг-матч. Лаупер выбрала Венди Рихтер, в то время как Альбано выбрал Невероятную Мулу. Матч был запланирован на 23 июля 1984 года на шоу Brawl to End it All, транслировавшемся в прямом эфире на MTV. Рихтер победила Мулу в матче за женское чемпионство WWF, который WWF продвигал как проводимый Мулой рейн в течение предыдущих 28 лет. Связь между Лаупером и WWF продолжилась с клипами на песни «The Goonies 'R' Good Enough», «Time After Time» и «She Bop», во всех из которых были представлены рестлеры из WWF.
14 сентября 1985 года на канале CBS состоялась премьера анимационного телесериала «Рок-н-рестлинг» Халка Хогана с персонажем Халка Хогана в главной роли. Сериал шел до 6 июня 1987 года, тем самым в процессе расширяя молодую фанатскую базу Хогана.

### Первая Рестлмания

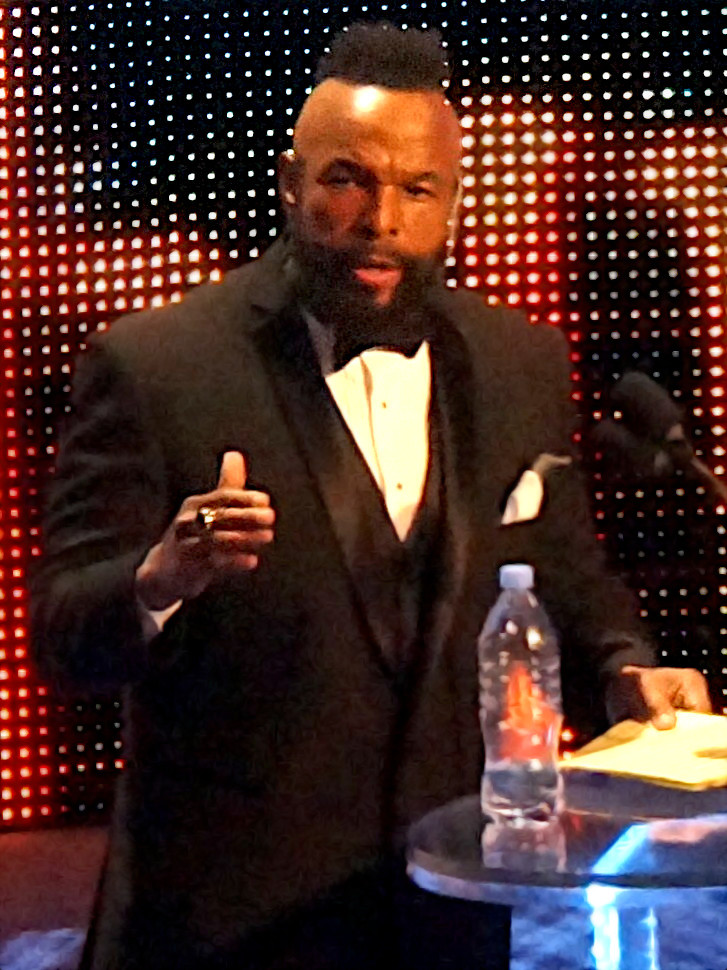
Мистер Ти являлся хедлайнером WrestleMania I

В 1985 году, чтобы противостоять AWA Super Sunday, «Starrcade» NWA и «WCCW’s Star Wars», WWF создал свое собственное флагманское шоу «Рестлмания I», проходившее на Мэдисон-сквер-гарден и транслировавшееся по 135 закрытым сетям. Будущее не только национального эксперимента WWF, но и всей индустрии профессионального рестлинга зависело от успеха или неудачи этого pay-per-view. Рестлмания была феерией, рекламируемой как «Супербоул». Концепция суперкарда реслинга не была новаторской в Северной Америке; NWA запустила Starrcade ещё за несколько лет до появлении Рестлмании, и даже старший Макмэн продавал большие карды Ши Стадиум, которые можно было просматривать в закрытых местах. Тем не менее, Рестлмания I привлекла интерес основных средств массовой информации, пригласив к участию в мероприятии таких знаменитостей, как мистер Ти и Синди Лаупер. В это время популярность MTV и освещение вражды между женскими рестлерами вызвали большой интерес к программам WWF.

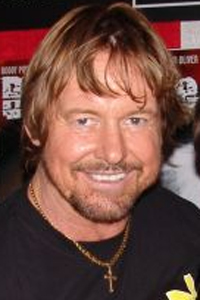
«Роуди» Родди Пайпер, который бросил вызов Халку Хогану на Рестлмании I и The Wrestling Classic

Шоу имело огромный успех. Хоган, победивший в главном событии шоу, появился на обложке журнала Sports Illustrated, который после выпуска купальников стал бестселлером журнала 1985 года. Профессиональный реслинг начал становиться мейнстримом, во многом благодаря популярности Халкамании среди детей. Крупные телевизионные сети включили рестлинг в свои еженедельные программы, включая главное событие субботнего вечера, премьера которого состоялась на канале NBC в мае 1985 года, а также синдицированное еженедельное шоу WWF Championship Wrestling (которое также транслировалось на международном уровне). В то время как Чемпионский рестлинг обычно записывался на пленку в Покипси, штат Нью-Йорк, а главное событие субботнего вечера (англ. Saturday Night’s Main Event) было записано на пленку перед переполненными аренами по всей стране.
Популярность и привлекательность Рестлмании сделали профессиональный рестлинг опорой телевидения. Профессиональный реслинг, ставший синонимом WWF, стала устраивать более грандиозные матчи. В ноябре 1985 года состоялось второе pay-per-view «The Wrestling Classic». Концепция однодневного турнира имела огромный успех и стала регулярным мероприятием под названием «Король ринга».

### NWA конкурирует с WWF

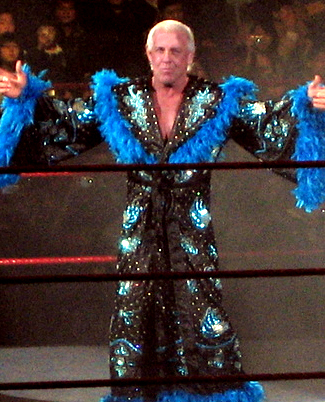
Десятикратный чемпион NWA World Heavyweight Champion Рик Флэр

Джим Крокетт, также задумавший общенациональный промоушен, объединил нескольких других членов NWA в единую организацию, известную как Jim Crockett Promotions (JCP). В 1986 году он переименовал JCP в «NWA World Championship Wrestling». В следующем году он получит ещё несколько повышений, в том числе которые не являющиеся членами NWA. К концу 1987 года владение Крокеттом таким количеством филиалов NWA в сочетании с его продолжающимся президентством в NWA дало ему значительную власть. Однако расходы Крокетта оставили JCP в долгу, и промоушен столкнулся с дефицитом в размере 5 миллионов долларов. Попытка Крокетта получить доход с помощью pay-per-view трансляции высокооплачиваемого шоу Starrcade, в конце 1987 года была сорвана Макмэном, который в тот же день провел свое pay-per-view под названием Survivor Series . WWF пригрозил расторгнуть их контракты с кабельными компаниями, которые осмелились проводить Starrcade. В результате только пять кабельных компаний предпочли остаться верными Крокетту, что дало им только прибыль в размере 80 000 долларов после учёта расходов. Аналогичная ситуация возникла в январе 1988 года, когда pay-per-view шоу Крокетта Bunkhouse Stampede был отменен и заменен на инаугурационное шоу Royal Rumble, который бесплатно транслировался по сети USA Network. 21 ноября 1988 года Крокетт был вынужден продать свою собственность Теду Тернеру. Под руководством Тернера промоушен был переименован в World Championship Wrestling (WCW). После нескольких лет финансовых потрясений и постоянной смены букеров, WCW возобновила конкуренцию с WWF Макмэна, когда бывший комментатор AWA Эрик Бишофф был назначен исполнительным вице-президентом промоушена.

### Халк Хоган, Андре Гигант, Рэнди Сэвидж и Мисс Элизабет

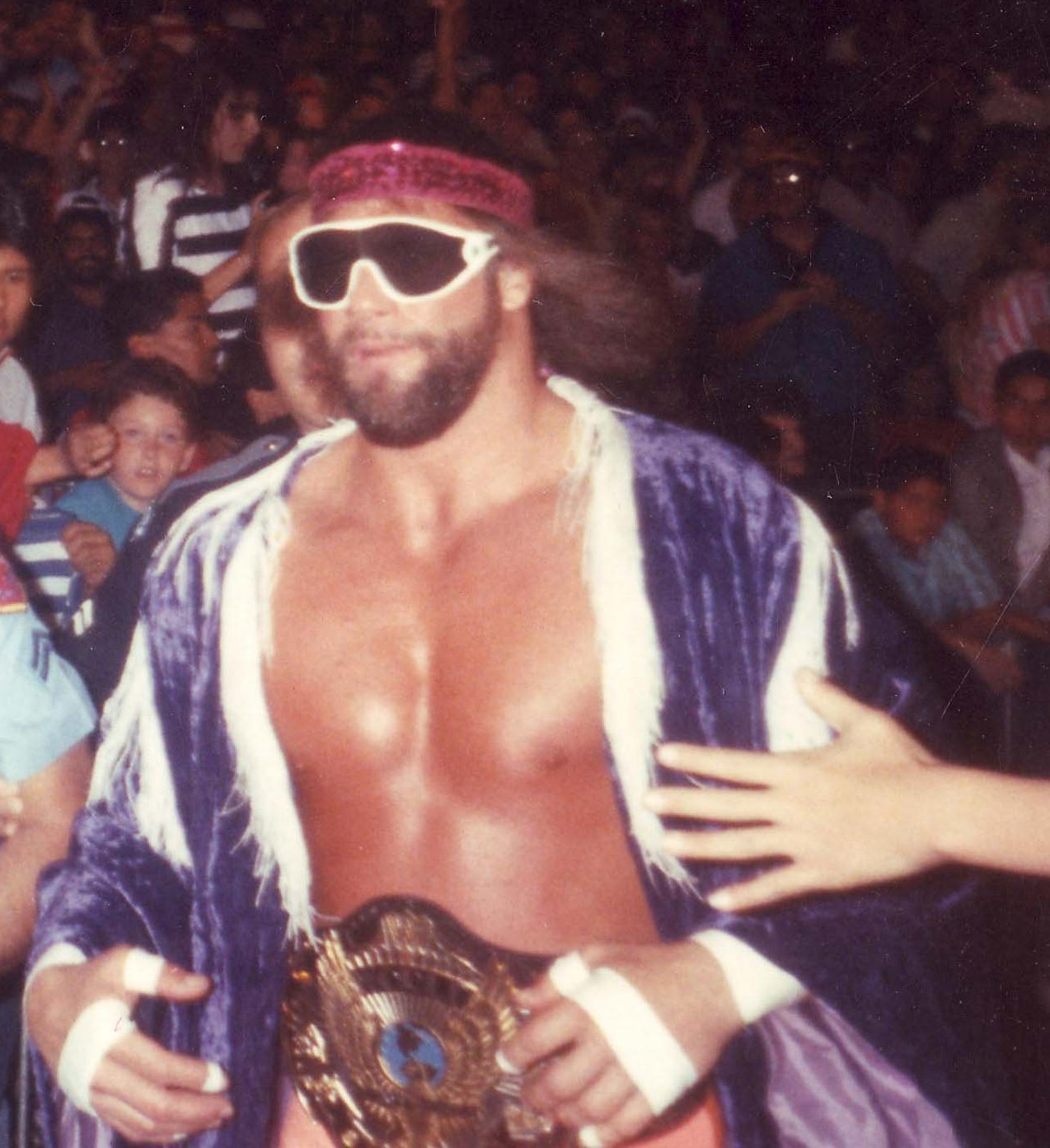
Рэнди Сэвидж выигрывает титул Мирового чемпиона WWF в тяжелом весе на WrestleMania IV

В марте 1987 года WWF провела свое самое успешное шоу под названием, Рестлмания III. Она достигла самой большой зарегистрированной посещаемости для живого спортивного мероприятия в помещении в Северной Америке с заявленной цифрой в 93 173 человека. Главное событие, во время которого Хоган нанес сокрушительный удар (позже получивший название «body slam, который услышали во всем мире») и победил Андре Гиганта, что помогло шоу войти в историю рестлинга как одному из величайших моментов, когда-либо созданных, и приведя его к резкому росту популярности WWF. В феврале 1988 года Хоган и Андре снова встретились друг с другом в специальном матче-реванше WrestleMania III в пятницу вечером в прайм-тайм, спин-оффе Главного события субботнего вечера под названием The Main Event I, в котором Хоган проиграл Андре, манипулируемым «Человеком на миллион долларов» Тедом Дибиаси. После матча Андре, как и обещал, передал титул ДиБиаси, в результате чего был освобожден от титул и была подготовлена сцена для турнира за титул WWF World в тяжелом весе на WrestleMania IV. В предыдущем выпуске того же шоу «Мачо Мэн» Рэнди Сэвидж официально перешел с хила на бейбифейса в матче против «Хонки Тонк Мэна», а Мисс Элизабет привлекла Хогана, чтобы он помог Сэвиджу в матче против «Хонки Тонк Мэна» и Основания Хартов. В конечном итоге это привело к дружбе между Сэвиджем и Хоганом.

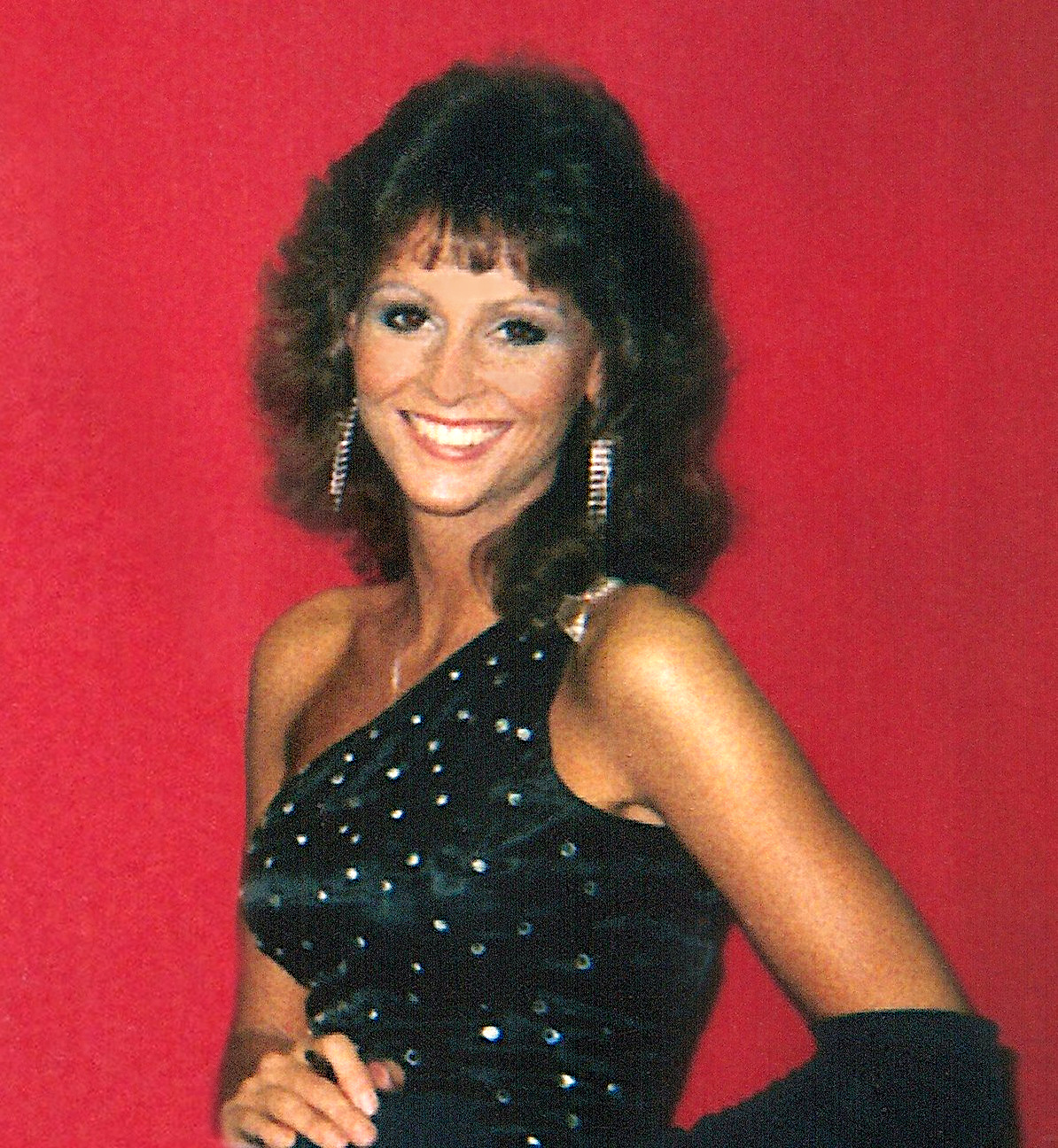
Мисс Элизабет была менеджером команды Mega Powers (в которую входили Рэнди Сэвидж и Халк Хоган)

На Рестлмании IV Сэвидж выиграл турнир за титул Мирового чемпиона WWF в тяжелом весе, на его стороне были мисс Элизабет и Хоган. Спустя несколько месяцев Хоган и Сэвидж объединились в команду под названием Mega Powers; и на первом в истории SummerSlam они встретились лицом к лицу с командой ДиБиаси и Андре, известной как Mega Bucks. Несмотря на то, что они были друзьями и партнерами по команде, в течение всего года по разным причинам между ними начала нарастать напряженность, что в конце концов привело к тому, что в начале 1989 года Сэвидж нанес удар Хогану, снова сделав Сэвиджа хиллом и организовав матч WWF за звание мирового чемпиона в тяжелом весе на WrestleMania V, в котором Хоган спустя более года снова удержал звание чемпиона мира в тяжелом весе. Сэвидж и Хоган вновь продолжали враждовать до февральского выпуска Main Event III 1990 года, где Хоган успешно защитил титул в специальном матче-реванше WrestleMania V.

### Конец эпохи

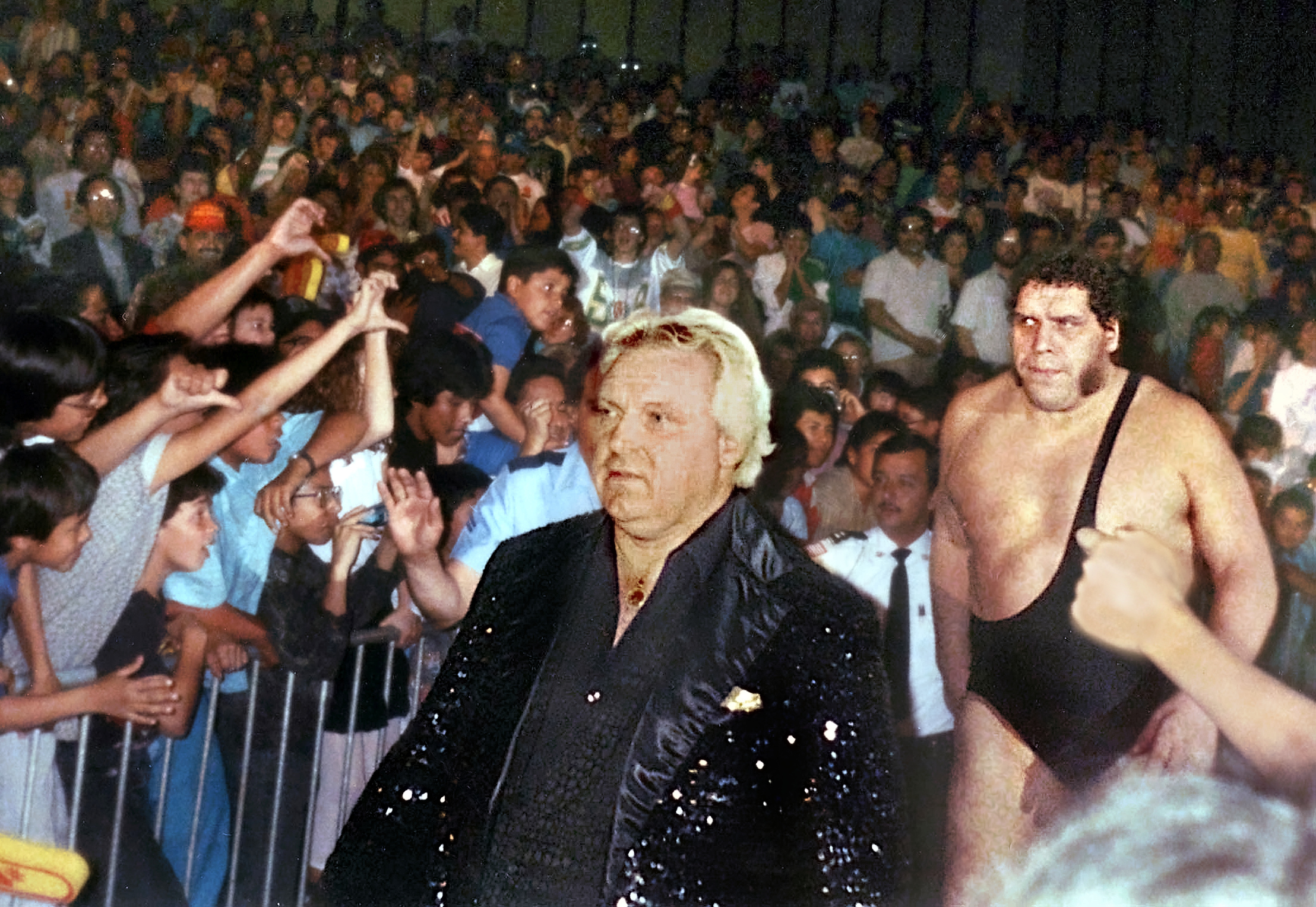
Бобби Хинан (слева) являлся менеджером Андре Гиганта (справа) на протяжении более поздней части десятилетия

В целом, Рестлмания VI, состоявшаяся 1 апреля 1990 года, считается концом рестлинг-бума 1980-х годов. На шоу состоялось одно из последних выступлений Андре Гиганта (в качестве члена Colossal Connection), который стал едва подвижным на ринге из-за реальных проблем со здоровьем, и его расставание с давним менеджером Бобби «Мозгом» Хинаном. Кроме того, Николай Волков (тогда входивший в состав команды Большевиков) в последний раз сыграл свою стандартную роль злого советского русского, прежде чем превратиться в бейбифейса и обнять Америку, отражая окончание холодной войны. Главным событием стал поединок за титул между Мировым чемпионом WWF в тяжелом весе Халком Хоганом и Интерконтинентальным чемпионом Последним Воином. Это не только столкнуло два самых больших лица WWF друг с другом, но и было задумано как «передача факела» от Хогана, звезды 1980-х, к Воину, который был чрезвычайно популярен и считался преемником Хогана. Чистый проигрыш Хогана в удержании ознаменовал конец целой эпохи. Тем не менее, Хоган продержался в WWF следующие три года, выиграв титул ещё три раза. К началу 1990-х годов Хоган стал гораздо реже появляться на шоу WWF, а Воин занимал главное место на протяжении всего 1990 и 1991 годов.
В середине и конце 1980-х, к 1990-м годам фанаты, которые были детьми и ставшие подростками, наскучил многим стиль рестлинга из комиксов 1980-х годов, и они переключили свое внимание с любимых в детстве персонажей, таких как Хоган, Джанкьярд Дог и Джимми Снука «Суперфлай», на более новые и крутые такие рестлеры, как Гробовщик, Шон Майклз, Рейзор Рамон, Дизель и Брет «Хитман» Харт; затем в эпоху Эры Отношений (англ. Attitude Era) в пользу Ледяной Глыбы Стива Остина, Скалы, Трипл Эйча, Мика Фоули (независимо от того, выступая как Кактус Джек, Дуди Лав или Мэнкайд) и The New Age Outlaws. Мисс Элизабет покинула WWF в апреле 1992 года и в августе того же года развелась с Рэнди Сэвиджем. Возвращение Хогана в WWF в феврале 1993 года, на эпизод Monday Night Raw (который заменил другую программу WWF в 1980-х годах, Prime Time Wrestling) получил тусклую реакцию толпы. И летом 1993 года Халк Хоган покинул WWF и следующей весной присоединился к WCW. В ноябре 1994 года Рэнди Сэвидж покинул WWF и перешел в WCW .